# Кравченки
Кравченки́ — село Миргородського району Полтавської області. Населення станом на 2001 рік становило 178 осіб. Входить до складу Білоцерківської сільської громади.

## Географія
Село Кравченки знаходиться за 5 км від річки Хорол, примикає до села Андрущине, на відстані 1 км — село Олефіри.
Віддаль до селища Велика Багачка — 40 км. Найближча залізнична станція Сагайдак — за 40 км.

## Історія
Село Кравченки виникло у XVIII ст. як хутір козака Кравченка Остапівської сотні Миргородського полку.
На карті 1869 року поселення було позначене як Кравченкові хутори.
Назва хутора походить від прізвища першого поселенця — козака Кравченка.
За переписом 1900 року хутір Кравченків Остапіської волості Хорольського повіту Полтавської губернії належав до Остапівської козацької громади. Він мав 15 дворів, 99 жителів.
У 1912 році в хуторі Кравченків було 213 жителів, діяла земська школа.
У січні 1918 року в селі розпочалась радянська окупація.
Станом на 7 вересня 1923 року Кравченки були центром Кравченківської сільської ради Остапівського району Лубенської округи. Село було центром сільської ради і за переписом 1946 року.
У 1932–1933 роках внаслідок Голодомору, проведеного радянським урядом, у селі загинуло 12 мешканців, у тому числі встановлено імена 1 загиблого.
З 14 вересня 1941 по 23 вересня 1943 року Кравченки були окуповані німецько-фашистськими військами.
У 1957 році в селі було відкрито пам'ятник воїнам-односельцям, які полягли під час Німецько-радянської війни, та на братській могилі радянських воїнів.
Село входило до Рокитянської сільської ради Великобагачанського району.
13 жовтня 2016 року шляхом об'єднання Корнієнківської та Рокитянської сільських рад Великобагачанського району була утворена Рокитянська сільська об'єднана територіальна громада з адміністративним центром у с. Рокита.

## Економіка
- Молочно-товарна ферма

## Пам'ятки історії
- Пам'ятник воїнам-односельцям, які полягли під час Німецько-радянської війни
- Братська могила радянських воїнів